# Spirama innotata
Spirama innotata là một loài bướm đêm trong họ Erebidae.